# بلنغغرد (مقاطعة إسلام آباد غرب)
بلنغغرد (بالفارسية: پلنگ‌گرد) هي قرية تقع في كرمانشاه في إيران. يقدر عدد سكانها بـ 530 نسمة بحسب إحصاء 2016.